# Redif (hadtörténet)
A redif az Oszmán Birodalom hadszervezetében a 19. századtól azokat az alacsonyabb harcértékű alakulatokat jelölte, amelyeket területi vagy nemzetiségi alapon szerveztek, és főként háborús idők esetén vetettek be. Szemben a nizamalakulatokkal, a redifek legénységének sem hadi felszerelésére, sem kiképzésére nem fordítottak sok gondot, komolyabb hadgyakorlatokat nem tartottak. A nizam és a redif ugyanakkor a besorozottak szolgálati idejében kiegészítette egymást: rendszerint négy évet nizamként szolgáltak le, ekkor kapták meg alapos kiképzésüket, majd ezt követte a hároméves redifszolgálat, hogy végül tartalékos egységekben fejezzék be katonai pályafutásukat. Egy-egy redifzászlóaljban rendszerint 1000-1200 legénységi állományú katona szolgált, szemben a nizamzászlóaljak 800 fős állományával.